# Murusraptor
Murusraptor (лат.) — вымерший род динозавров-тероподов, принадлежащий кладе Megaraptora. Обнаружен в 2000 году в аргентинской формации Сьерра-Барроса (Sierra Barrosa), возрастом 80 миллионов лет. Типовой и единственный вид Murusraptor barrosaensis был описан палеонтологами Родольфо Кориа и Филипом Карри в 2016 году.

## Этимология
Родовое название образовано от двух латинских слов: murus — стена и raptor — охотник, вор; первое из которых указывает на то, что ископаемые остатки нашли в стене каньона. Видовое название дано по месту обнаружения — Сьерра-Барроса.

## Описание
Достигал около 6,4 метров в длину, что сопоставимо с мегараптором, аэростеоном и оркораптором. По словам описывавшего род палеонтолога Кориа, неполные, прекрасно сохранившиеся кости Murusraptor помогут раскрыть неизвестную информацию о скелетной анатомии мегарапторов, узкоспециализированной группы мезозойских хищников.